# Fédération des associations de chasse et conservation de la faune sauvage de l'UE
La Fédération des associations de chasse et conservation de la faune sauvage de l'UE (FACE) est une fédération de chasseurs (association internationale sans but lucratif) et organisation de lobby ayant son siège à Bruxelles. 
La FACE se présente comme une ONG pour la conservation de la nature, qui promeut la chasse conformément au principe de l’utilisation raisonnée et durable des ressources naturelles, pour la conservation et la gestion de la faune sauvage, pour la Biodiversité. Selon elle, la chasse est aussi un instrument du développement rural.
Son objectif est de défendre et représenter les intérêts collectifs de ses membres au niveau européen et international.
Une des tâches de la FACE est de fournir un système d’avertissement précoce aux membres, afin de les tenir informer sur les législations européennes et leur développement.

## Historique
Fondée en 1977, la FACE représente actuellement les intérêts de quelque 7 millions de chasseurs européens à travers ses Membres.
Depuis 1985, elle assure le secrétariat de l’Intergroupe Chasse durable, Biodiversité & Activités rurales, une plate-forme de rencontre entre le Parlement européen et la société civile.
La FACE compte actuellement (2007) des Membres dans 36 pays européens dont 27 de l'Union européenne et 9 du Conseil de l'Europe.

## Rôle d'observateur
La FACE est reconnue par la Commission européenne et consultée par les directions générales compétentes pour l’élaboration et la mise en vigueur de la législation relative à la chasse, la gestion de la faune sauvage, la conservation de la nature, les armes, la santé animale, l’hygiène de la viande de gibier, etc. 

La FACE a le statut d’observateur aux réunions du Comité permanent de la Convention de Berne (T-PVS), qui vise à conserver les espèces sauvages et leurs habitats.

La FACE est aussi observateur aux Conventions internationales telles que la Convention de Bonn sur la conservation des espèces migratrices (CMS), l'Accord sur la conservation des oiseaux d'eau migrateurs d'Afrique-Eurasie (AEWA) et la Convention pour le commerce international des espèces menacées (CITES).